# Christoph Schlott
Christoph Philipp Schlott (* 12. Januar 1960 in Frankfurt am Main) ist ein deutscher Historiker, Archäologe, Sachbuchautor und Verleger. Er erforscht die deutsche Demokratiegeschichte und insbesondere die Rolle der Festung Königsteins darin.

## Leben

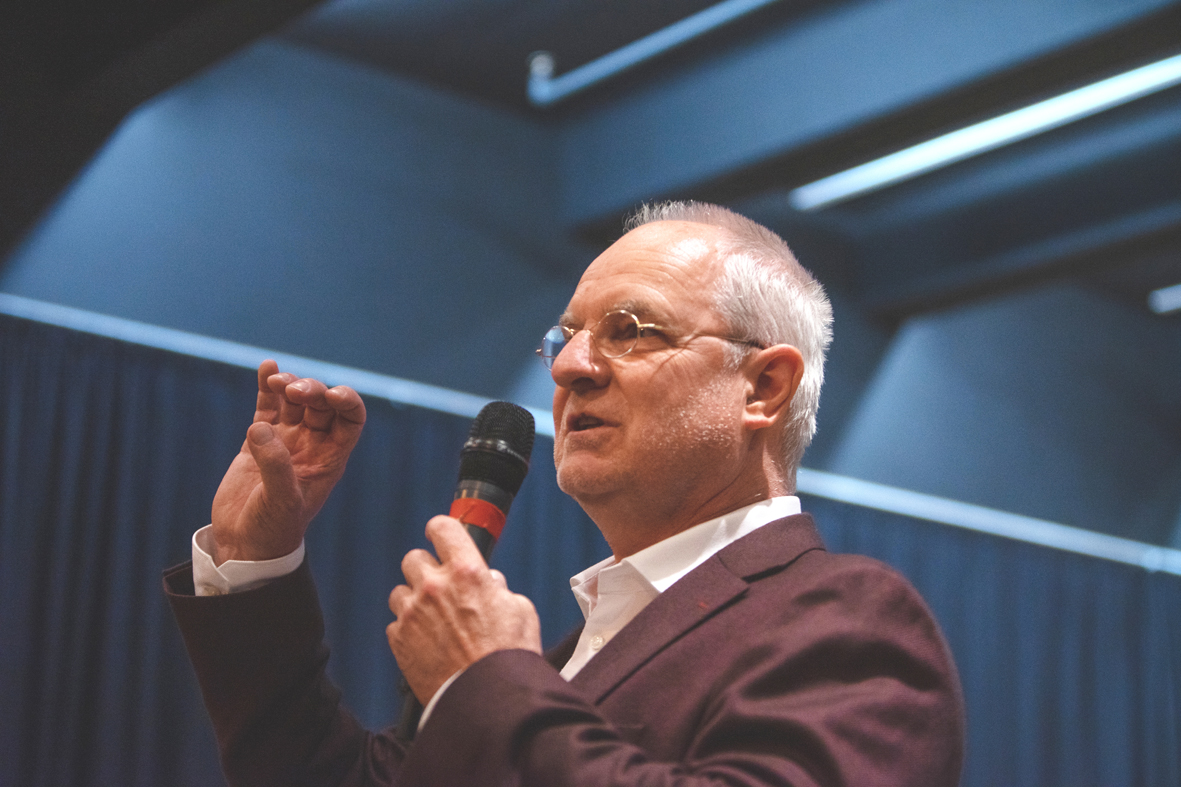
Christoph Schlott 2022

Schlott ist in Falkenstein, einem Stadtteil von Königstein im Taunus, aufgewachsen.
Christoph Schlott besuchte die Taunus-Schule in Königstein im Taunus. Nach seinem Grundwehrdienst studierte zwischen 1979 und 1984 Geschichtswissenschaften (Vor- und Frühgeschichte, Klassische Archäologie, Mittlere und Neuere Geschichte) an den Universitäten Frankfurt und Tübingen unter anderem bei Günther Smolla und Manfred Korfmann mit den Schwerpunkten Latènezeit und Megalith-Kulturen. Seine Abschlussarbeit in Frankfurt behandelt zum ersten Mal in Deutschland den Nachweis eines keltisch-römischen Kampfgeschehens im Zuge der augusteischen Eroberung Germaniens im Jahr 11 vor Christus („Schlachtfeld-Archäologie“).
Schlott lebt und arbeitet zurzeit in Limburg an der Lahn.

## Wirken
Schlott leitete 1985 und 1986 das Kreis- und Stadtmuseum Dieburg bei Darmstadt, und machte sich 1986 selbständig. Wenig später gründete er den Verein ‚Terra Incognita e.V.‘, den er bis heute auch als Vorsitzender leitet. Schwerpunkt ist die Beratung öffentlicher Institutionen und die Durchführung kulturhistorischer Projekte. Seit 2020 trägt der Verein den Namen ‚Neuer Königsteiner Kreis e.V.‘ und hat seinen Arbeitsschwerpunkt auf Themen der Demokratiegeschichte fokussiert. Schlott führte mehrere archäologische Grabungen durch: an der Turmburg Falkenstein im Taunus, in Steinbach am Taunus, am keltischen Heidetränk-Oppidum bei Oberursel, und initiierte Kooperationen zwischen Hochschulen und lokalen Museen und Heimatvereinen.
Seit 2016 engagiert er sich in Königstein im Taunus bei der Erforschung und Popularisierung demokratiehistorischer Themen vor Ort. Dazu zählen der „Ort europäischer Demokratiegeschichte Festung Königstein“ und weitere Orte der deutschen Demokratiegeschichte innerhalb der Stadt.

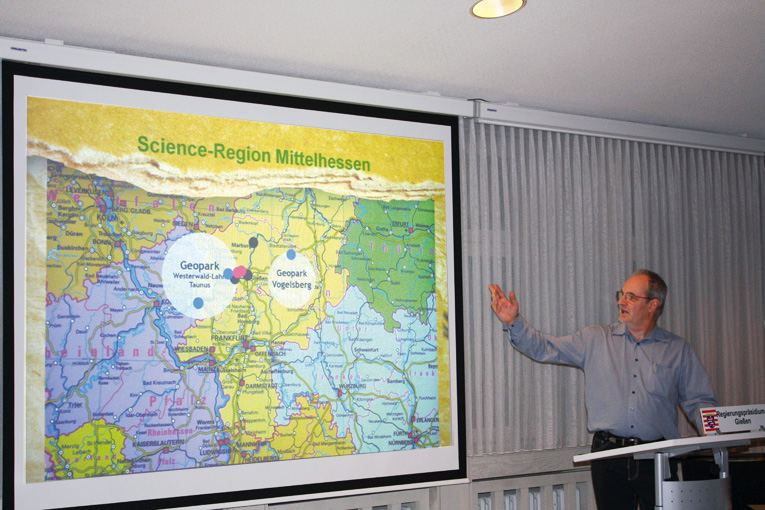
Christoph Schlott 2012 im Regierungspräsidium Mittelhessen

Schlott arbeitete in den vergangenen Jahrzehnten zu zahlreichen Themen der Rhein-Main-Regionalgeschichte vor allem im kulturpolitischen Zusammenhängen, z. B. zum Weltkulturerbe Grube Messel, beriet und schrieb für Unternehmen und deren Unternehmensgeschichte, z. B. 250 Jahre Bethmann-Bank, Landesbank Hessen-Thüringen, 125 Jahre Commerzbank, 50 Jahre Kreditanstalt für Wiederaufbau, und verschiedene Partner der öffentlichen Hände, bei Verlagen und Kultureinrichtungen.
Er organisierte und leitete als Intendant zwischen 1997 und 2019 etwa 275 Themen-Konzerte in der Region.
Zwischen 1989 und 2002 konzipierte er zahlreiche kulturhistorische Ausstellungen, darunter in Bad Homburg, Wetzlar, Bad Nauheim, Dreieich, Königstein, Darmstadt, Frankfurt, Weimar und Heilbronn. Dazu zählten Themen wie „Vom Mammutfleisch bis zur Kartoffel“, „100 Jahre Walter Kolb“, „Geheime Gesellschaft. Weimar und die Freimauererei“, „Haus der Länder Villa Rothschild“ (2024) oder „Die Entstehung der Hessischen Verfassung“ (2025). Er ist Autor und Herausgeber historischer Illustrierter („1200 Jahre Frankfurt“, „150 Jahre Paulskirche“, „250 Jahre Goethe“, „2.000 Jahre Taunus“) und verschiedener Festival-Zeitungen und Autor historischer sowie naturhistorischer Bücher und Broschüren.
Schlott ist Mitglied im ‚Verein für Heimatkunde e.V. Königstein‘ und im Vorstand der ‚Eugen-Kogon-Gesellschaft‘ tätig und engagiert sich im Raum Königstein-Frankfurt-Wiesbaden für Demokratiegeschichte mit eigenen Wortveranstaltungen („Königsteiner Gespräche“ u. a.).
Zwischen 2018 und 2022 besorgte er die digitale Präsentation des „Gefängnisses der ersten Demokraten Festung Königstein“, wozu auch eine umfangreiche Quellen-Edition in Buchform gemeinsam mit der Historikerin Sara Anil und verschiedene Themenbücher und Bildbände zählen.
2024 erarbeitete er für die ‚Bundesstiftung Orte der deutschen Demokratiegeschichte‘ die erste Bauzaun-Ausstellung zur Demokratiegeschichte in Deutschland („Im Auftrag der Länder - Die Gründung der Bundesrepublik Deutschland“) und rief im gleichen Jahr die Ausstellungsreihen „Deutschland.Geschichten.“ und „Hessen.Geschichten.“ ins Leben.
Schlott begleitet regelmäßig studentische Arbeiten zu Themen der Demokratiegeschichte.

## Schriften (Auswahl)
Als Autor:
- Untersuchungen an der Burg der Nuringer Gaugrafen, Falkenstein, Taunus. 1976.
- Moneta nova: Silbergeld vor 400 Jahren. Finanzgeschichte der Grafschaft Königstein mit ihren Münzstätten Augsburg, Frankfurt, Königstein, Nördlingen, Oberursel und Wertheim. Neu-Isenburg: Terra Incognita, Inst. für Kulturgeschichtliche Medien 1988.
- Zum Ende des spätlatènezeitlichen Oppidum auf dem Dünsberg (Gem. Biebertal-Fellingshausen, Kreis Gießen, Hessen). Vorw. von K.-F. Rittershofer. Montagnac: Ed. Mergoil 1999.
- Frankfurt um 1900: Kolorierte Fotografien. Bilder einer verlorenen Welt. Königstein im Taunus: chronicon 2015.
- Ihrer Majestäten Städte und Landschaften: Deutschland um 1900 in Farbe. die bunte Welt der Naturfarbendrucke. Königstein/Ts.: Chronicon-Verlag 2015.
- Ihrer Majestäten Städte und Landschaften: Deutschland um 1900 in Farbe. die bunte Welt der Naturfarbendrucke. Königstein/Ts.: Chronicon-Verlag 2015.

Als Herausgeber:
- Archäologie um Königstein. Verein für Heimatkunde e.V. Königstein 1982.
- 2000 Jahre Taunus: aus der Geschichte einer Landschaft. Bilder zur Ausstellung. Frankfurt am Main: Terra Incognita – Inst. für Kulturgeschichtliche Medien 1991.
- Vom Mammutfleisch bis zur Kartoffel: Vorgeschichte – Römer – Mittelalter. ein Report zur Frühzeit unserer Ernährung. Frankfurt am Main: Terra Incognita 1992.
- Revolution 1848: 150 Jahre Paulskirche. In Zusammenarbeit mit dem Bürgerkomitee Paulskirche 1848 Frankfurt am Main und dem Hessischen Rundfunk. Frankfurt/Main: Societäts-Verl. 1998.
- Frankfurt um 1900: "schöne bunte Welt". Köln: Emons 1998.
- Goethe: 1749–1999. In Zusammenarbeit mit dem  Hessischen Rundfunk. Frankfurt am Main: Societäts-Verl. 1999.
- Dünsberg: Keltenmetropole an der Lahn. Sonderausstellung im Stadt- und Industriemuseum Wetzlar, 9. September 2001 bis 20. Januar 2002. In Zusammenarbeit mit dem Hessischen Rundfunk, Studio Gießen. Wetzlar: Verl. Wetzlar Dr. 2001.
- John Gould, Die Vögel Europas. Redaktion, Übersetzung aus dem Englischen: Frauke Heckmann. Königstein im Taunus: Chronicon-Verlag 2014.
- John Gould, Die Vögel Asiens. Redaktion, Übersetzung aus dem Englischen: Frauke Heckmann. Königstein im Taunus: Chronicon-Verlag 2014.
- Johann Friedrich Morgenstern, Malerische Wanderung auf den Altkönig und einen Theil der umliegenden Gegend im Sommer 1802. Königstein im Taunus: chronicon-verlag 2016.
- Michael F. Feldkamp, März 1949, Königstein: eine Konferenz für das Grundgesetz. Königstein/Ts.: chronicon-verlag 2019.